# Schijnhazelaar
Schijnhazelaar (Corylopsis) is een plantengeslacht met meer dan 30 vertegenwoordigers uit de familie Hamamelidaceae, afkomstig uit China en Japan.
Corylopsis is nauw verwant aan het geslacht Hamamelis (toverhazelaar), wat duidelijk te zien is aan de bladeren die ovaalrond zijn, met duidelijke nerven en al net zo verkleuren in de herfst. De bloemen zijn echter minder vorstbestendig en het is daarom aan te raden de struik op een beschutte plaats te planten. De bloemen steken af tegen een (winter)groene haag of muur.
Tot het geslacht behoren enkele zogenaamde naaktbloeiers die belangrijk zijn voor de tuin, met name: Corylopsis pauciflora, C. sinensis en C. spicata. Ze doen het alle drie het best op niet te droge, humeuze, zure grond in de halfschaduw.

## Etymologie
De naam Corylopsis is een samenstelling van de Oudgriekse woorden κόρυλος, "korulos" (hazelaar) en ὄψις, "opsis" (aanblik), hetgeen verwijst naar de bladeren die op die van de hazelaar lijken. De hazelaar hoort echter bij een heel andere familie.

## Beschrijving
Alle soorten schijnhazelaars zijn bladverliezend struiken (zelden boomachtig). De bladen staan afwisselend links en rechts aan de takken en hebben een gezaagde rand en dikke nerven die tot in de top van de tanden doorlopen. De steunblaadjes zijn groot en vallen gauw af.
De schijnhazelaar bloeit vroeg in het voorjaar, voordat de bladeren verschijnen. De geurende bleekgele bloemen zijn tweeslachtig en hangen in trossen vanuit de oksels van de bladeren. Aan de voet van de bloemtros staan bleekgroene schutbladen. De kelk en de kroonbladen zijn 5-tallig. De 5 vruchtbare meeldraden zijn aan de voet verdikt en worden afgewisseld met onvruchtbare meeldraden (of staminodiën). Het vruchtbeginsel is tweehokkig en er zijn 2 stijlen. De vrucht is een tweehokkige kluisvrucht die bij rijpheid met vier kleppen openspringt en 2 zaden bevat. De zaden zijn glanzend zwart.

## Soorten van het geslachtCorylopsis
Afkomstig uit China, tenzij anders aangegeven.
- Corylopsis pauciflora (Japan, Taiwan)
- Corylopsis platypetala
- Corylopsis rotundifolia
- Corylopsis sinensis
- Corylopsis spicata (Japan)
- Corylopsis stelligera
- Corylopsis trabeculosa
- Corylopsis veitchiana
- Corylopsis velutina
- Corylopsis willmottiae
- Corylopsis yui
- Corylopsis yunnanensis